# Trest smrti na Portoriku
Trest smrti na Portoriku, nezačleněném území Spojených států, je zrušen. Před jeho zrušením však byla na tomto území popravena řada osob. Trest smrti může být uložen osobě, která v Portoriku spáchá federální trestný čin.

## Historie
Od 16. století až do roku 1898 bylo Portoriko součástí španělského impéria. Počet lidí popravených v Portoriku španělskými úřady je následující: 289 v 16. století, 70 v 17. století, 44 v 18. století a 144 v 19. století.
V důsledku španělsko-americké války se Portoriko stalo územím USA. Během 20. století bylo pod americkou správou popraveno 27 osob. Schváleným způsobem popravy bylo oběšení, ačkoli v roce 1900 americké vojenské úřady popravily nejméně pět odsouzených vrahů metodou garrotte, která byla dědictvím španělské nadvlády.
Dva muži, Arocho y Clemente (Carlos Arocho Guzmán a Jacinto Clemente Echevarría), byli odsouzeni za znásilnění a vraždu třináctileté dívky. V té době šlo o jeden z nejhorších zločinů portorické kriminální historie. Proti rozsudku trestu smrti nad Arochem bylo podáno odvolání, které se dostalo až k Nejvyššímu soudu USA, jenž rozsudek potvrdil. 27. června 1927 byli oba oběšeni.
Poslední popravenou osobou v Portoriku byl Pascual Ramos, oběšený za vraždu v roce 1927. O dva roky později, v roce 1929, portorické zákonodárné shromáždění trest smrti zrušilo a v portorické ústavě se výslovně uvádí, že „trest smrti neexistuje“.
Navzdory těmto ustanovením může být a byl trest smrti požadován za federální trestné činy spáchané v Portoriku. Bylo tak učiněno v rámci jurisdikce federální vlády, pro osoby souzené a odsouzené federálním soudem.